# Ря Таза
Ря Таза (вірм. Ռյա Թազա) — село в марзі Арагацотн, на північному заході Вірменії. Село розташоване на трасі Єреван — Спітак, за 10 км на північний захід від міста Апарана, за 3 км на північний схід від села Шенкані та 3 км на південний схід від села Алагяз. У селі розташовані руїни церкви X — XII століття та цвинтар з надгробками у вигляді тварин. Більшість населення складають єзиди.